# Brandenburgische Genealogische Gesellschaft „Roter Adler“
Die Brandenburgische Genealogische Gesellschaft „Roter Adler“ e. V. (BGG) ist der brandenburgische Landesverein für Familien- und Regionalgeschichtsforschung mit Sitz in Potsdam und Geschäftsstelle in Falkensee.

## Geschichte
In den 1990er-Jahren etablierte sich in Potsdam ein Genealogieforum im damaligen Kulturhaus am Heiligen See. Aus diesen regelmäßigen Treffen ging zunehmend der Wunsch nach einer institutionellen Verankerung hervor. Am 29. Juni 2006 fanden sich in Potsdam die Gründer der Brandenburgischen Genealogischen Gesellschaft „Roter Adler“ zur Gründungsversammlung zusammen und beschlossen die erste Satzung. Vorsitzender ist seither der promovierte Historiker und Genealoge Gerd-Christian Th. Treutler.
Der Verein hat über 230 Mitglieder (2022), davon etwa die Hälfte außerhalb von Brandenburg und auch in Europa und Übersee. Die BGG ist wegen ihrer Förderung von Wissenschaft und Forschung als gemeinnützig anerkannt.

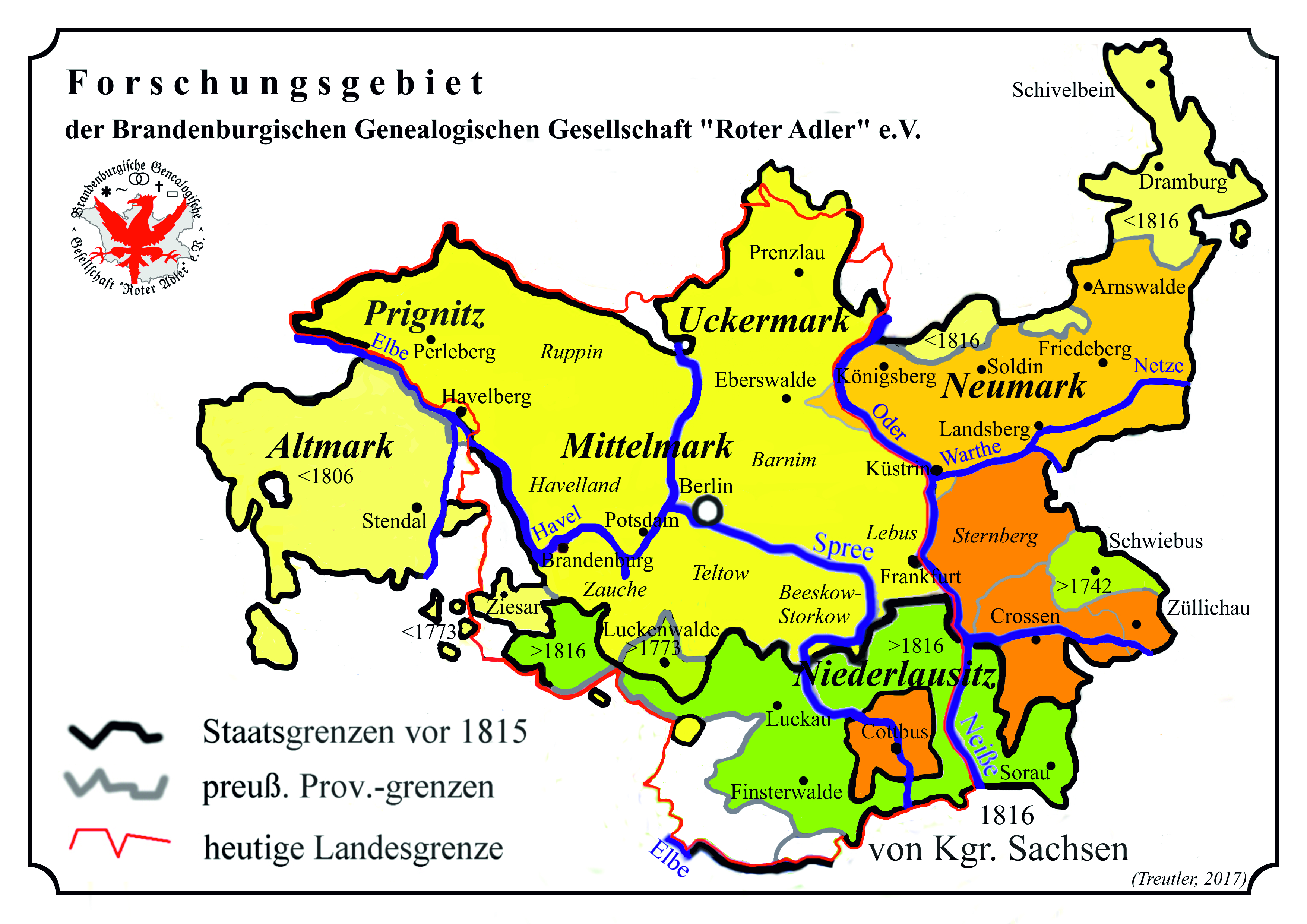
Forschungsgebiet der BGG „Roter Adler“ e. V.

## Aufgaben
- Die Brandenburgische Genealogische Gesellschaft „Roter Adler“ (BGG) ist der Verein aller an der genealogischen Forschung auf dem Gebiet der historischen Mark Brandenburg interessierten Einzelpersonen und Institutionen und politisch unabhängig. Das Forschungsgebiet umfasst die historischen Regionen Altmark, Mittelmark mit Berlin, Neumark, Prignitz, Uckermark und die Markgrafschaft Niederlausitz sowie darin nicht enthaltene Gebiete, die zum heutigen Land Brandenburg gehören, insbesondere im Elbe-Elster-Kreis.
- Sie verfolgt das Ziel der Pflege und Förderung der genealogischen und damit zusammenhängenden regional-geschichtlichen Bildung, Wissenschaft, Kultur und Forschung auf dem Gebiet der historischen Mark Brandenburg und fördert das Interesse und Verständnis der Öffentlichkeit für die Genealogie und verwandte Wissenschaften.
- Private und organisierte Genealogen und familienkundlich Interessierte leisten einen wichtigen Beitrag zur historischen und soziologischen Wissenschaft, Bildung und Forschung sowie zur Identitätsstiftung und -wahrung in der Bevölkerung.
- Die BGG ist u. a. Mitglied im Dachverband Deutsche Arbeitsgemeinschaft genealogischer Verbände (DAGV) und dem Verein für Computergenealogie (CompGen) e.V. und gestaltet damit ihre Bemühungen um eine Zusammenarbeit aller genealogischen Verbände zum gegenseitigen Vorteil.

## Aktivitäten
- Die BGG betreibt den BGG-Verlag als gemeinnützigen Zweckbetrieb, der die Vierteljahresschrift Brandenburgische Genealogische Nachrichten (BGN), das Brandenburgische Genealogische Jahrbuch (BGJ) sowie die Sachbuchreihen Genealogisch-Historische Studien Brandenburgs (GHSB) und Genealogische Quellen Brandenburgs (GQB) herausgibt. Darüber hinaus verfügt der BGG-Verlag als einziger genealogischer Verein über eine Belletristik-Reihe, die unter dem Namen Fabulas familiaris die auf wahren Fakten beruhende familien- und regionalhistorische Ereignisse in belletristischer Verarbeitung präsentiert.
- Sie unterhält eine eigene Bibliothek und ein eigenes Archiv.
- Das Vereinsjahr beginnt im Februar/März mit einem Genealogie-Seminar-Wochenende für Mitglieder und Gäste.
- Im April/Mai findet an verschiedenen Orten eine Mitgliederversammlung mit Rahmenprogramm statt.
- Der September ist einer Exkursion vorbehalten, die ebenfalls offen für Gäste ist.
- Darüber hinaus nimmt die BGG regelmäßig an den Deutschen Genealogentagen und anderen überörtlichen und regionalen Veranstaltungen teil, so auch an der internationalen Genealogiemesse Rootstech[1].
- Von September bis Mai bietet die BGG zweimal monatlich den BGG-Online-Treff über Zoom an. Die dortigen Vorträge können auf dem Youtube-Kanal (@bggroteradler6344) der BGG angesehen werden.
- Auf seiner Internetseite bietet der Verein derzeit 18 verschiedene genealogische Datensammlungen mit mehr als 1,5 Mio. Datensätzen an, wobei das Brandenburgische Ortsverzeichnis eine Schlüsselstellung einnimmt. Weitere bedeutende Datensammlungen sind u. a. die brandenburgische Pfarrerdatenbank und die Friedhofs- und Grabsteindatenbank.
- Im Rahmen der Citizen-Science-Bewegung Bürger schaffen Wissen kann sich Jedermann „Auf den Spuren der Mark Brandenburg“ bewegen und unsere Mitmachprojekte unterstzützen.[2]

Der Verein ist Mitglied in
- der DAGV Deutsche Arbeitsgemeinschaft genealogischer Verbände[3],
- dem Verein für Computergenealogie e. V.[4],
- der International German Genealogy Partnership (IGGP)[5],
- dem Pommerschen Greif[6],
- dem Verein für mecklenburgische Familien- und Personengeschichte e. V. (MFP)[7],
- dem Verein für Geschichte der Prignitz e. V.,
- der Arbeitsgemeinschaft Genealogie Magdeburg[8],
- der Interessengemeinschaft Genealogie Berlin
- der Potsdamer Bibliotheksgesellschaft e. V.

und Partner weiterer genealogischer Vereine und landeshistorischer Institutionen, wie
- dem Brandenburgischen Landeshauptarchiv (BLHA)[9],
- dem brandenburgikon - Landesgeschichte online brandenburgikon – Landesgeschichte online.[10],
- dem Brandenburgischen Landesamt für Denkmalschutz und Archäologisches Landesmuseum (BLDAM).
- der Arbeitsgemeinschaft ostdeutscher Familienforscher e. V. (AGoFF)
- der Arbeitsgemeinschaft mitteldeutscher Familienforscher e. V. (AMF)
- der Genealogischen Gesellschaft Hamburg e. V. (GHH)